# Worms-Horchheim
Horchheim [Aussprache ˈhɔʁçˌhaim, im Dialekt ˈhɔiʃəm oder gemäßigt ˈhɔʁʃəm] ist eine Ortschaft im rheinhessischen Eisbachtal. 1942 nach Worms eingemeindet, schließt der Stadtteil südwestlich an die äußere Innenstadt an.

## Geographie

### Überblick
Horchheim liegt an der Nordseite des Eisbachtals, kurz bevor das Tal endet und der Bach aus dem Rheinhessischen Hügelland auf die Niederterrasse der Rheinebene hinaustritt. Der Ausläufer des Hügellandes zwischen Eisbachtal im Süden und Pfrimmtal im Norden heißt „Hohensülzener Riedel“. Der Riedel ist eine allmählich zum Rhein abfallende Anhöhe, die mit Löß und Lößlehm bedeckt und sehr fruchtbar ist. An den Rändern des Riedels und in der Eisbachniederung findet man weniger ertragreiche Sand- und Kiesböden. Der Ort erstreckt sich etwa 1800 Meter am Südhang des Riedels, der sich hier nur noch etwa zehn bis 15 Meter über die Talsohle erhebt.

Älteste Ortsansicht von Horchheim 1710 (aus dem Gemarkungsplan des Geometers Georg Pabst)

Oberhalb des Ortes, am Rand des Riedels, verlief bereits in vorrömischer Zeit die „Eisenberger Straße“, ein Zweig des wichtigen Fernwegs vom Rhein nach Gallien. Diese alte Fernverbindung von Worms über Kaiserslautern nach Metz hatte im Raum Worms einen Zweig, der durch das Eisbachtal über Eisenberg nach Kaiserslautern ging. Der Weg durchs Eisbachtal auf der Eisenberger Straße verlor erst im Laufe des Mittelalters oder zu Beginn der Neuzeit seine Bedeutung. Hauptverkehrsachse des Ortes ist heute die L 395, die von Nordosten aus Worms kommend Horchheim als „Wormser Straße“, „Untere Hauptstraße“ und „Obere Hauptstraße“ durchquert und vom westlichen Ortsende nach Worms-Heppenheim führt. Als Oberdorf bezeichnen die Einwohner den westlichen Teil des Dorfes an der Oberen Hauptstraße, der etwas höher liegt als das Unterdorf an der „Unteren Hauptstraße“. Das Ortsbild wird beherrscht von drei Kirchen, nämlich von der heute als Friedhofskapelle genutzten alten katholischen Kirche und der evangelischen Gustav-Adolf-Kirche, die das Oberdorf überragen, und von der weithin sichtbaren katholischen Heilig-Kreuz-Kirche auf dem Goldberg über der Ortsmitte. Außer Ober- und Unterdorf gehören heute auch die östlich angrenzenden Wohngebiete Nikolaus-Ehlen-Siedlung und Zollhaussiedlung verwaltungsmäßig zum Stadtteil Horchheim, obwohl sie nicht auf Horchheimer, sondern Wormser Gemarkung liegen.

### Siedlungsgeographie

#### Ortsform
Horchheim ist ein Straßendorf. Hauptachse des Ortes ist die auf halber Hanghöhe über der Bachniederung verlaufende Hauptstraße, an der die Hofreiten zu beiden Seiten in dichter Folge aufgereiht sind. Dadurch entstand der langgestreckte Umriss des Wohnplatzes. Das Dorf liegt auf dem schwach geneigten Riedelhang an der Grenze zwischen den trockenen Ackerflächen und der feuchten Bachniederung. Der schmale Saum zwischen trockenem und feuchtem Ökotop am halben Hang ist eine besonders begünstigte Siedlungslage, die ein gemäßigtes Klima aufweist, hochwassersicher ist und zugleich einfachen Zugang zum Wasser bietet. Außerdem sorgt die Mittellage für kurze Wege einerseits zur Feldflur und andererseits zu den Gärten und Nachtweiden im Wiesengrund. Auf der ältesten Karte von Horchheim aus dem Jahre 1710 gab es erst wenige Anwesen an den Nebengassen. Am westlichen Ortsende bog die Dorfstraße vor dem Fronberg ab und führte durch die „Hohl“ („Wilhelm-Röpcke-Straße“) auf die Höhe zur „Eisenberger Straße“. Der Durchstich am Fronberg, den die Hauptstraße heute nutzt, wurde erst 1838/39 angelegt. Die Bebauung schob sich seit dem 18. Jahrhundert entlang der Hauptstraße immer weiter auf die Stadt Worms zu. Seit dem 19. Jahrhundert wurden zuerst die Quergassen und dann auch die zur Hauptstraße parallelen Gassen nach und nach mit Häusern bebaut. Dadurch entwickelt sich die Ortsform in Richtung auf ein Haufendorf mit durchlaufender Hauptstraße. Durch den Zuzug von Nachsiedlern entstanden ab Mitte des 20. Jahrhunderts am östlichen Ortsende mit der Nikolaus-Ehlen-Siedlung und der Zollhaus-Siedlung zwei nicht-lineare, geschlossene Ortsteile, wodurch die Entwicklung zum Haufendorf weiter vorangetrieben wurde.

#### Flurform
Die landwirtschaftlich genutzte Fläche ("Flur") der Horchheimer Gemarkung liegt vorwiegend nördlich des Dorfs. Es handelt sich um eine Gewannflur, d. h. die Flur besteht aus einer Anzahl von Gewannen und jede Gewann aus streifenförmigen, gleichlaufenden Parzellen mit verschiedenen Besitzern. Das Besitzgemenge spiegelt sich nicht mehr durchgängig in der unterschiedlichen Bepflanzung benachbarter Parzellen. Die wenigen noch aktiven Landwirte fassen heute Flurstücke von verschiedenen Besitzern durch betriebliche Zusammenarbeit und Nutzungstausch, z. B. mittels Unterpacht, zu größeren Ackerschlägen zusammen. Der größte Teil der Flur, der auf der Riedelhochfläche liegt, ist ziemlich gleichmäßig in blockförmige Gewanne von 350 – 500 m Länge und 160–190 m Breite eingeteilt, die jeweils quer in streifenförmige, von Süden nach Norden ziehende Flurstücke parzelliert sind. Am Riedelabhang, in unmittelbarer Ortsnähe und an den Gemarkungsgrenzen im Westen und Osten sind die Gewanne wegen des Gefälles und der Begrenzungen der Flur ungleichmäßig zugeschnitten und in wechselnden Richtungen parzelliert. Auf der ältesten Gemarkungskarte von 1710 war die Krummgewann noch ein riesiger quer parzellierter Breitstreifen, was vielleicht auf eine frühere Besitzeinheit, z. B. als Herrenland hinweist. Die Westgrenze der Gemarkung nahmen 1710 zwei quer parzellierte langgestreckte Flurteile ein, im Süden begrenzt durch die "Anthaupten", was "Pflugwendestelle" bedeutet. Hier handelt es sich offenbar um Spuren eines Langstreifen-Komplexes mit einer Ackerlänge von mehr als 1000 m. Auch die Gewanne "Im Mondschein", "Untere Langgewann" und "Obere Langgewann" könnten ehemals zu einem zusammenhängenden Langstreifen-Verbund gehört haben. Im Umland von Worms zeigen sich auch bei anderen Gemarkungen Überbleibsel früherer Langstreifen-Komplexe, u. a. in Weinsheim, Wiesoppenheim, Heppenheim, Pfeddersheim und Pfiffligheim. Es gibt die These, die Langstreifen seien Spuren einer planmäßigen Flureinteilung des Reichsguts aus dem frühen Mittelalter. Obwohl eine wesentliche Grundlage dieser Theorie, nämlich die Vorstellung, es habe einen Stand von "Königsfreien" gegeben, heute kaum noch Zustimmung findet, ist die Vermutung weiterhin plausibel, dass die Relikte von Langstreifenfluren im Wormser Umland auf frühmittelalterliche Strukturen großer Grundherrschaften, insbesondere des Reichsguts, zurückzuführen sind.

#### Hausformen
Das Ortsbild im alten Dorfkern an der Oberen und Unteren Hauptstraße wird bestimmt durch kleine und mittlere landwirtschaftliche Anwesen vom Typ des Kleingehöfts. Es handelt sich vorwiegend um Zweiseithöfe und Hakenhöfe. Dazwischen liegen einige Dreiseithöfe. Die quererschlossenen Wohngebäude sind meist giebelständig zur Straße ausgerichtet und die Hofeinfahrt ist oft durch ein hohes Hoftor mit Dach abgeschlossen. Dadurch entsteht das Straßenbild der "halboffenen Giebelzeile". Den rückwärtigen Abschluss des Gehöfts bildet die quergestellte Scheune. Die meisten landwirtschaftlichen Betriebe wurden in den letzten Jahrzehnten stillgelegt. In der Ortsmitte wechselt das Straßenbild. Hier zeigen viele Gebäude mit der Traufseite zur Straße. Es handelt sich zum einen um Sonderbauten ohne landwirtschaftliche Vorgeschichte, nämlich um ehemalige Gemeinde- und Schulhäuser und das alte Postamt, und zum anderen um frühere Handwerkerhäuser und eine ehemalige Gastwirtschaft. Die Ortserweiterungen des 19. Jahrhunderts sind geprägt durch landwirtschaftliche Kleinbetriebe und Arbeiterhäuser. Es gibt im Dorf nur noch eine kleine Zahl von Gebäuden aus dem 18. Jahrhundert; die meisten Häuser stammen aus dem 19. und 20. Jahrhundert. Charakteristisch für die Bauten des 19. Jahrhunderts sind Fassaden aus roten und gelben Backsteinen. Im 20. Jahrhundert wurde bevorzugt an den Seitenstraßen und in den beiden Siedlungen gebaut; typisch für die modernen Anwesen sind die zur Straße offenen Grundstücke. Die älteste Ortsansicht von 1710 zeigt den baulichen Zustand wenige Jahre nach den Zerstörungen des Pfälzischen Erbfolgekriegs. Das Pfarrhaus war damals das einzige zweistöckige Gebäude. In der Nähe der Obermühle gab es zwei größere Gehöfte, einen Dreiseithof und einen Hakenhof. Ansonsten bestimmten kleinbäuerliche Einfirsthöfe und Kleinhäuser das Bild. Wie auf den meisten derartigen Bildplänen wurden Nebengebäude wie Ställe und Scheunen nicht eingezeichnet. Bei einigen Häusern waren die Strohdächer mit Giebelpfählen verziert.

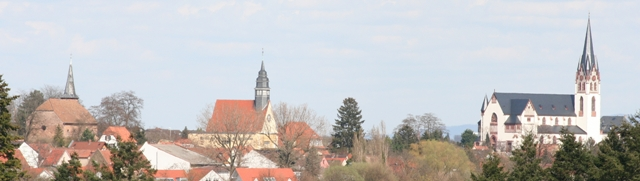
Blick auf die drei Kirchen

## Geologie
Horchheim liegt im nördlichen Oberrheingraben auf der Zwischenscholle zwischen der westlichen Randscholle des Grabens und der eigentlichen Grabenscholle. Die Verwerfung, die Randscholle und Zwischenscholle trennt, ist auf der Höhe von Worms identisch mit der sog. „westlichen Rheingrabenhauptstörung“, die von Oppenheim aus in Richtung Südsüdwest über Guntersblum, Bechtheim, Worms-Pfeddersheim, Dirmstein, Freinsheim nach Bad Dürkheim zieht. Die Sprunghöhe der Störung beträgt bei Dirmstein etwa 500 Meter, d. h. die Basis der Tertiärschichten liegt dort bei der Zwischenscholle ca. 500 m tiefer als auf der Randscholle. Die Orte Pfeddersheim, Heppenheim und Dirmstein befinden sich auf der Zwischenscholle, während Monsheim und Offstein schon auf der Randscholle liegen. Die östliche Grenze der Zwischenscholle verläuft von Osthofen über Worms-Herrnsheim zur Innenstadt von Worms und von dort über das Weinsheimer Zollhaus, Kleinniedesheim, Heßheim nach Lambsheim. Die Sprunghöhe dieser Störung beträgt beim Weinsheimer Zollhaus ca. 35 Meter (Oberkante Pliozän).
| Geologische Gliederung bis zum Pliozän im Raum Horchheim-Weinsheim-Wiesoppenheim | Geologische Gliederung bis zum Pliozän im Raum Horchheim-Weinsheim-Wiesoppenheim | Geologische Gliederung bis zum Pliozän im Raum Horchheim-Weinsheim-Wiesoppenheim | Geologische Gliederung bis zum Pliozän im Raum Horchheim-Weinsheim-Wiesoppenheim | Geologische Gliederung bis zum Pliozän im Raum Horchheim-Weinsheim-Wiesoppenheim | Geologische Gliederung bis zum Pliozän im Raum Horchheim-Weinsheim-Wiesoppenheim | Geologische Gliederung bis zum Pliozän im Raum Horchheim-Weinsheim-Wiesoppenheim |
| Leithorizonte nach Schneider u. Schneider                                        | Leithorizonte nach Schneider u. Schneider                                        | Leithorizonte nach Schneider u. Schneider                                        | Leithorizonte nach Schneider u. Schneider                                        | Leithorizonte nach Schneider u. Schneider                                        | Wiesoppenheim (Zwischenscholle)                                                  | Weinsheim (Zwischenscholle)                                                      |
| System                                                                           | Serie                                                                            | Leithorizont                                                                     | Zeitliche Zuordnung                                                              | Alter (vor tsd. Jahren)                                                          | Oberkante                                                                        | Oberkante                                                                        |
| -------------------------------------------------------------------------------- | -------------------------------------------------------------------------------- | -------------------------------------------------------------------------------- | -------------------------------------------------------------------------------- | -------------------------------------------------------------------------------- | -------------------------------------------------------------------------------- | -------------------------------------------------------------------------------- |
| Quartär                                                                          | Pleistozän                                                                       | Leithorizont 9 (Tonserie)                                                        | Eem-Interglazial                                                                 | 126–115                                                                          | 91 m über NN                                                                     | fehlt                                                                            |
| Quartär                                                                          | Pleistozän                                                                       | Leithorizont 7 (Tonserie)                                                        | Holstein-Interglazial                                                            | ca. 340–325                                                                      | 75 m über NN                                                                     | 76 m über NN                                                                     |
| Quartär                                                                          | Pleistozän                                                                       | Leithorizont 5 (Tonserie)                                                        | Cromer-Interglazial                                                              | ca. 850–475                                                                      | 41 m über NN                                                                     | 52 m über NN                                                                     |
| Quartär                                                                          | Pleistozän                                                                       | Leithorizont 3 (Tonserie)                                                        | Tegelen-Interglazial                                                             | ca. 2000–1600                                                                    | 22 m über NN                                                                     | fehlt                                                                            |
| Tertiär                                                                          | Pliozän                                                                          | Leithorizont 1 (Tonserie)                                                        | keine Zuordnung                                                                  | bis ca. 2600                                                                     | 5 m über NN                                                                      | 12 m über NN                                                                     |

Die Tertiär-Schichten sind im Raum Horchheim nicht durch Bohrungen erforscht. Für die Zwischenscholle wurde 1988 ein reflexionsseismisches Tiefenprofil DEKORP 9N aufgezeichnet, das in Ost-West-Richtung vom Odenwald bis zum Saar-Nahe-Becken reicht und den Oberrheingraben und Rheinhessen durchquert. Das DEKORP-9N-Profil verläuft auf der Höhe von Herrnsheim durch die Zwischenscholle und zeigt u. a. die Tiefe der Tertiärbasis und mehrerer Tertiärschichten in TWT-Sekunden.

## Böden
Die Gemarkung Horchheim besteht aus der Riedelhochfläche im Norden, der Eisbach-Niederung im Süden und dem Riedelabhang zwischen Hochfläche und Bachniederung. Auf den pleistozänen Löss-Sedimenten der Riedeloberfläche sind im Holozän ausgedehnte Flächen von Schwarzerde-Böden (Tschernoseme) entstanden. Dazwischen liegen ein paar kleine Stücke von Kolluvium aus Löss, von Pararendzina aus Löss und von Regosol aus pleistozän abgelagertem Terrassensand. In der Kreuzgewann und am Riedel-Hang gibt es Flächen von Parabraunerde aus erodiertem Flugsand. Die meisten Bereiche des Riedelabhangs sind bedeckt von Kolluvium aus Löss. Am westlichen Ortsrand erstreckt sich eine kleine Zone von Kolluvium aus holozänem Sand. Die Bachniederung ist bedeckt mit Auengley und braunem Auenboden. Die Schwarzerde-Böden sind äußerst fruchtbar. Auch die aus Löss entstandenen Pararendzina- und Kolluvium-Böden sind recht fruchtbar, ebenso die Auenböden der Bachniederung. Die Parabraunerde hat nur eine mittlere Ertragsfähigkeit und wird fast ausschließlich für Weinberge genutzt. Die Regosol-Böden sind wenig fruchtbar, bedecken aber nur kleinere Areale. Insgesamt ist die Horchheimer Gemarkung sehr fruchtbar und gehört wegen des hohen Anteils an Schwarzerde zu den landwirtschaftlich ertragreichsten Anbaugebieten in Deutschland. Dies ist auch der Grund für die frühe dichte Besiedlung der Gegend. Wie in anderen Altsiedel-Landschaften kommt dem Schutz der wertvollen Ackerböden vor Degradation z. B. durch Flächenversiegelung, eine besondere Bedeutung zu.

## Geschichte

### Überblick
Die ältesten archäologische Funde in der Gemarkung stammen aus dem Neolithikum (Jungsteinzeit). Auch aus Bronzezeit, La-Tène-Zeit und aus der römischen Epoche sind einige Überreste geborgen worden. Horchheim wird erstmals im Jahr 766 anlässlich einer Schenkung an das Kloster Lorsch in einer Urkunde des Lorscher Codex erwähnt. In der fränkischen Zeit gab es in Horchheim und den benachbarten Orten Wiesoppenheim und Weinsheim Königsgut, das zum Reichsgutbezirk (fiscus) Worms gehörte. Die bekannten Teile dieses Reichsgutes kamen bis zum Ende der Karolingerzeit durch königliche Schenkungen in den Besitz des Hochstifts Worms. Bekannt sind Schenkungsurkunden Kaiser Arnulfs vom 8. Juni und 7. August 897. Die Vögte des Hochstifts konnten nach und nach die Kontrolle über viele Besitzungen des Hochstifts an sich bringen. So kamen auch die sogenannten wormsischen Rheindörfer, darunter Horchheim, Weinsheim und Wiesoppenheim, an die Grafen von Saarbrücken, die im 12. Jahrhundert Obervögte der Wormser Kirche waren. Durch eine Erbteilung um 1180/1190 kamen die Rheindörfer an die Grafen von Zweibrücken, die diesen Besitz später mit der Herrschaft Stauf (bei Kirchheimbolanden) verbanden, die sie von den Grafen von Eberstein erworben hatten.
Im Jahre 1378 verkaufte der letzte Zweibrücker Graf Eberhard die Hälfte der Herrschaft Stauf an Graf Heinrich II. von Sponheim-Dannenfels und im Jahr 1388 auch noch die andere Hälfte. Nach dem Tod des Grafen Heinrich II. kam die Herrschaft Stauf 1393 im Erbgang an die Grafen von Nassau-Saarbrücken. Nachdem 1574 die Linie Nassau-Saarbrücken ausgestorben war, erbte Nassau-Weilburg die Herrschaft Stauf mit den Rheindörfern. Die Grafen von Saarbrücken und ihre Nachfolger besaßen die Rheindörfer aber nur als Lehen des Hochstifts Worms. Seit 1427 ist ein Kondominat von Nassau und Hochstift über die Rheindörfer bezeugt. Dieses Kondominat bestand bis 1706, als in einem Gebietstausch zwischen Nassau-Weilburg, der Kurpfalz und dem Hochstift Worms die zersplitterten Herrschaftsrechte bereinigt wurden. Seit 1706 besaß das Hochstift Worms die uneingeschränkte Herrschaft über die Dörfer Bobenheim, Roxheim, Mörsch, Horchheim, Weinsheim und Wiesoppenheim. Der linksrheinische Teil des Hochstifts Worms war seit 1797/98 französisch besetzt. Horchheim gehörte während der französischen Herrschaft zum Departement Donnersberg (Département du Mont-Tonnerre), nach 1815 zum Großherzogtum Hessen und von 1918 bis 1945 zum Volksstaat Hessen. Horchheim wurde zum 1. April 1942 in die Stadt Worms eingemeindet.

### Vorgeschichte
Aus den vorgeschichtlichen Epochen der Steinzeit, Bronzezeit und Eisenzeit gab es im Gebiet von Horchheim nur sehr wenige Funde. Die ältesten Fundstücke waren zwei Glockenbecher aus der letzten Phase der Jungsteinzeit (Endneolithikum um 2200 v. Chr.). Die Glockenbecherleute waren Bauern. Danach klafft eine riesige Lücke bis zur Spätbronzezeit (Urnenfelderkultur um 1350–800 v. Chr.), aus der ein Bronzeschwert, angeblich in einem Grab zwischen Horchheim und Pfeddersheim, gefunden wurde. Aus der La-Tène-Zeit (450–30 v. Chr.) wurden einige Gräber gefunden.

### Römerzeit
Aus der Römerzeit kamen mehr Fundstücke zu Tage. Es wurden römische Münzen aus der gesamten Zeit vom späten 1. Jahrhundert bis zum Ende des 4. Jahrhunderts gefunden. In der Nähe der Kirche (d. h. der heutigen Friedhofskirche) wurde eine Münze des Elagabal (218–222 n. Chr.) gefunden und auf einem Acker bei dieser Kirche wurden mehrere römische Goldmünzen des 4. bis 6. Jahrhunderts gefunden, die letzte von Justinian (527–565 n. Chr.), vermutlich ein Münzschatz. Ebenfalls nahe bei der Friedhofskirche wurde ein spätrömisches Grab mit einem Holzsarg gefunden. In der Unteren Hauptstraße 77 wurde 1932 ein römisches Brandgrab mit zwei Urnen, zwei Henkelkrügen und einem Bronzeglöckchen entdeckt. In der Gewann „Auf der Platt“ in der Nähe der römischen Straße (sog. Eisenberger Straße) wurden 1887 Reste eines römischen Gutshofes („villa rustica“) gefunden. Im Jahr 1966 wurde im Oberdorf in der Gewann „In den Kesselwiesen“ eine römische Brandbestattung gefunden. In einer steinernen Säulentrommel befanden sich eine gläsernen Henkel-Urne und weitere Beigaben. In Horchheim wurde außerdem ein römischer Götterstein gefunden. Schließlich fand man 1976 drei römische Spitzgräben, die die Südost-Ecke einer rechtwinkligen Anlage bildeten. An der Ostseite der Anlage wurden zwei Gräben im Abstand von fünf Metern aufgedeckt. Eventuell handelt es sich um Reste eines Marsch- oder Übungslagers. Vermutlich war das Gebiet von Horchheim während der gesamten römischen Zeit bewohnt. Es handelte sich aber nicht um ein Dorf, sondern um wenige weit auseinanderliegende Gutshöfe, die am Südhang des Riedels, d. h. nördlich vom Eisbach und in der Nähe der römischen Straße, gelegen haben müssen.

### Völkerwanderung und Frankenzeit
Für die rheinhessische Geschichte des 5. Jahrhunderts ist die Überlieferung äußerst spärlich. Es ist sehr schwierig, aus den lückenhaften Quellen zu einem einigermaßen konsistenten Bild zu gelangen, wie sich die römische Herrschaft und Besiedlung in den linksrheinischen Gebieten auflöste und wie sich die germanischen Wanderungen und Ansiedlungen abgespielt haben. Seit dem großen Germaneneinfall von 406/407 n. Chr. war die römische Militärherrschaft in der Provinz Germania prima entscheidend geschwächt. Die römische Zivilisation bestand aber auch in Rheinhessen noch bis in die zweite Hälfte des 5. Jahrhunderts fort. Zunächst scheint sich der Stamm der Burgunden am Rhein in der Gegend von Worms niedergelassen zu haben. Die Burgunden zogen vermutlich nach 436/437 weiter an die Rhône. Ab 455 n. Chr. bis um 476 n. Chr. sind die römischen Herrschafts- und Wirtschaftsstrukturen nach und nach zusammengebrochen. Die ältere Forschung war überzeugt, es habe ab 455 n. Chr. eine alamannische Landnahme im Elsass, in der Pfalz und im südlichen Rheinhessen gegeben. In der neueren Forschung wird die alamannische Besiedlung in der Pfalz und im südlichen Rheinhessen in Intensität und Ausdehnung in Frage gestellt. Konfrontationen zwischen Franken und Alamannen besonders in den Jahren um 500 führten zu einer Ausdehnung des fränkischen Einflusses am Oberrhein. Spätestens seit dieser Zeit wurde Rheinhessen von den Franken beherrscht.
In den ersten Jahrzehnten des 6. Jahrhunderts begann dann die intensive Aufsiedlung Rheinhessens durch fränkische Stammesgruppen. Dies ist vor allem am Belegungsbeginn der merowingischen Reihengräberfriedhöfe festzumachen. Die ersten fränkischen Siedlungen waren Einzelgehöfte oder kleine Hofgruppen. Im Verlauf des 7. Jahrhunderts wurden weitere Siedlungen neu angelegt (sogenannter „frühfränkischer Ausbau“). Für die fränkische Besiedlung von Horchheim ist die Quellenlage sehr dürftig: für die Merowingerzeit (Mitte des 5. Jahrhunderts bis 751 n. Chr.) gibt es einzelne Grabfunde aus dem 7. Jahrhundert und für die Karolingerzeit (751 bis 911 n. Chr.) nur wenige wortkarge Schriftquellen aus dem 8. und 9. Jahrhundert. Bodenfunde und schriftliche Überlieferung lassen sich daher nicht direkt in Beziehung setzen. Es ist nicht feststellbar, wann sich fränkische Siedler in Horchheim niedergelassen haben. Sicher ist, dass das heutige Dorf Horchheim auf eine fränkische Besiedlung zurückgeht.
Horchheim ist nicht aus römischen oder älteren Wurzeln hervorgegangen. Es gab auf dem heutigen Gelände von Horchheim in der Frankenzeit vermutlich mindestens zwei Siedlungen. Eine Ansiedlung lag wahrscheinlich in der Nähe der fränkischen Gräber, die 1910 und 1950 an der Höhlchenstraße aufgedeckt wurden. Die Grabfunde an der Hölchenstraße beginnen mit SD-Phase 8 d. i. ca. 600–620 n. Chr. Es ist möglich, dass Horchheim nicht wie Wiesoppenheim schon in der Landnahmezeit im 6. Jahrhundert, sondern erst in der Ausbauphase besiedelt wurde. Die Siedlung an der Höhlchenstraße wurde zu einem unbekannten Zeitpunkt aufgegeben. Einen anderen Siedlungskern vermuten Grünewald und Koch (Koehl folgend) in der Gegend des heutigen Marktplatzes. Koehl hatte oberhalb der Ortsmitte am Goldberg ein fränkisches Gräberfeld vermutet. Nördlich des Orts sei nämlich auf freiem Feld „… früher einmal ein Skelett mit 'Säbel' gefunden worden …“ Dort suchte Koehl ohne Erfolg nach dem Gräberfeld. Eine Notiz aus dem Jahre 1910 teilt außerdem mit, dass „Im westlichen Teil von Horchheim auf der Höhe neben dem nach Pfeddersheim ziehenden Weg … vor Jahren schon einmal ein fränk. Grab zu Tage …“ kam. Die Siedler in Rheinhessen errichteten ihre Gehöfte normalerweise auf halber Hanghöhe zwischen Viehweiden in der feuchten Bachniederung und dem höhergelegenen Ackerland. Die Viehhaltung war zunächst noch wichtiger als der Ackerbau, der aber in dem fruchtbaren Land bald an Bedeutung gewann. Etwas oberhalb der Siedlung am Hang lag üblicherweise der Begräbnisplatz. Die genaue Lage der ersten Ansiedlung ist aus späteren Verhältnissen nicht zu erschließen. Aus dem Standort der mittelalterlichen Pfarrkirche (an der Stelle der heutigen Friedhofskirche) kann nicht auf die Lage der merowingischen Gründungshofstelle zurückgeschlossen werden. Die Lage der 766 erwähnten Wassermühle ist nicht feststellbar. Selbst wenn der Standort der Mühle bekannt wäre, könnte daraus nicht auf die Lage der Siedlung geschlossen werden. Mühlen lagen nämlich oftmals vereinzelt und in größerem Abstand von Siedlungen.
Die erste fränkische Ansiedlung Horchheim bestand vermutlich nur aus einem oder einer sehr geringen Zahl von Bauernhöfen mit nur wenigen Bewohnern. Die Häuser waren nicht aus Stein gebaut wie in der Römerzeit, sondern aus Holz. Die Gebäude wurden daher, wenn das Holz verrottet war, neu errichtet. Es war üblich, Siedlungen zu verlegen. Seit dem 7. Jahrhundert ist auch für unseren Raum eine deutliche Bevölkerungszunahme zu vermuten, die mit Erweiterung und Neugründung von Ansiedlungen einhergeht. Im Laufe der Zeit gab es eine Tendenz zum Zusammenrücken von Einzelgehöften und kleinen Siedlungen zu größeren Einheiten. Seit dem 8. Jahrhundert wurden Kirchen errichtet, oft auf dem Friedhof über der Siedlung. Der feste Standort der Kirchen trug wesentlich dazu bei, dass die Siedlungen ortsfest wurden. Über die Grundherren in Horchheim während der Merowingerzeit ist nichts bekannt. Es wird vermutet, dass die fränkische Landnahme in Rheinhessen von den merowingischen Königen veranlasst und gelenkt wurde. Die Siedlergruppen wurden vermutlich von adligen Gefolgsleuten des Königs geführt. Der Grundbesitz war bereits in der Anfangszeit nicht in großen Komplexen zusammengefasst. Es gab stattdessen selbst in einzelnen Siedlungen ein Nebeneinander von verschiedenen Grundherren und auch einen regelmäßigen Wechsel von Liegenschaften zwischen König, Adel und Kirche. Die ersten schriftlichen Nachrichten über Horchheim stammen aus der Karolingerzeit. Erstmals erwähnt wird der Ort in einer Schenkungsurkunde für das Kloster Lorsch aus dem Jahr 766. In dieser Urkunde hören wir von zwei Grundbesitzern in Horchheim namens Nither und Madelgis. Nither schenkt eine Hofreite (mansus) mit einer Mühle am Eisbach und mit einer Wiese, die er von Madelgis gekauft hatte, an das Kloster Lorsch. Die nächste Urkunde zu Horchheim stammt aus dem Jahr 834. Kaiser Ludwig der Fromme gibt darin seinem Getreuen Adalbert Güter in Horchheim, nämlich einen Fronhof (mansus dominicatus) und fünf dazugehörende Bauernhöfe (Hufen), die Adalbert vorher schon als Lehen besessen hatte, zu Eigen. Es gilt als gesichert, dass hier Graf Adalbert von Metz aus der mächtigen Sippe der Hattonen gemeint ist, der 841 als Heerführer Kaiser Lothars I. in der Schlacht an der Wörnitz gefallen ist.
Die königlichen Güter des Reichsgutbezirks (fiscus) Worms wurden im sogenannten Lorscher Reichsurbar von ca. 830–850 verzeichnet. Haupthof des Fiscus war der Königshof in Worms, dem damals Nebenhöfe in Mörstadt und Wiesoppenheim unterstanden. Der Nebenhof in Wiesoppenheim war mit 31 Tagewerk Salland und 30 Fuder Heu eher klein. Auch in Horchheim bestand ursprünglich ein Nebenhof, der aber zu dieser Zeit bereits an den Grafen Adalbert verlehnt bzw. verschenkt worden war. Die Größe des Horchheimer Fronhofs kennen wir nicht. Das Reichsurbar zählt zum Fiscus Worms insgesamt 242 Tagwerk (iurnales) Salland und 580 Fuder (carradae) Heu von Wiesen und 30 Fuder Wein von Weinbergen in Eigenwirtschaft durch den Haupthof und die Nebenhöfe. Außerdem gehörten als Zinsland 64 abgabe- und dienstpflichtige Hufen (Bauernhöfe) zum Fiscus Worms, und zwar 40 Freienhufen (Ingenualhufen, mansi) und 24 Hörigenhufen (Servilhufen, sortes). Außerdem scheinen 15 Mühlen abgabepflichtig gewesen zu sein. Ein bedeutender Teil des Zinslands lag in Wiesoppenheim, Horchheim und Weinsheim. Das ergibt sich aus zwei Urkunden Kaiser Arnulfs von 897, in denen der Kaiser 27 Hufen in Horchheim, Weinsheim und Wiesoppenheim sowie weitere nicht genauer bezeichnete Reichsgüter in den drei Orten, die an den königlichen Hofkleriker Willolf vergeben worden waren, an die Bischofskirche in Worms verschenkt. Im Lorscher Reichsurbar hatte eine Hufe eine Größe zwischen 17 und 24 Tagwerken. Ein Tagwerk dürfte 0,3 bis 0,5 Hektar entsprochen haben. Das Alter des Wormser Königsgut-Komplexes ist nicht bekannt; es ist aber anzunehmen, dass spätestens seit dem Regierungsantritt Karls des Großen ein umfangreicher Fiskalbesitz im Umland von Worms vorhanden war. Von 770 bis 791 war die Pfalz in Worms der häufigste und wichtigste Aufenthaltsort Karls des Großen. Auch nach dem Brand der Pfalz 791 hielt der König das Wormser Reichsgut weiterhin zusammen. Erst unter Ludwig dem Frommen wurde mit der Vergabe von Gütern des Wormser Fiscus begonnen, und Kaiser Arnulf verschenkte dann 897 die restlichen Besitzungen an das Bistum Worms. Unter Kaiser Arnulf und König Ludwig dem Kind wurde Bischof Thietlach von Worms (vor 891–914) mit der Vertretung königlicher Interessen und der Verwaltung von königlichen Besitzungen betraut. Die Wormser Mauerbauordnung, die ebenfalls Bischof Thietlach zugeordnet wird und vermutlich um 900 wegen der Gefahr von Normannenüberfällen entstanden ist, bestimmte u. a., dass die Bewohner der Orte am Eisbach bis Mertesheim für die Unterhaltung eines Abschnittes der Wormser Stadtmauer sorgen sollten.

### Hoch- und Spätmittelalter
940 überließ das Kloster Fulda einem gewissen Emicho, Vasall eines Grafen Konrad, auf Lebenszeit Güter in Horchheim, und zwar fünf Hufen mit Zubehör, fünf Hörige (mancipia) sowie 56 Joch (iugera) Salland gegen jährliche Zahlung von einem Pfund und im Tausch gegen eine Hufe in Alsheim Vermutlich sehen wir hier wieder Teile des 834 erwähnten königlichen Fronhofs mit seinen fünf Hufen. Es hat den Anschein, als wäre dieser Teil des Horchheimer Reichsguts an Fulda verschenkt worden. Fulda hatte auch in Weinsheim Besitz. Das Kloster Fulda behielt seine Besitzungen in Horchheim und Weinsheim nicht. Die vermutlich zu diesen Gütern gehörenden Kirchen Hl. Kreuz und St.Bonifatius kamen an das Hochstift Worms; der Grundbesitz dürfte denselben Weg genommen haben. Das war ein normaler Vorgang, weil das Kloster Fulda und das Bistum Worms beim Aufbau ihrer Landesherrschaft bestrebt waren, ein räumlich möglichst zusammenhängendes Territorium im Umkreis des jeweiligen Herrschaftszentrums aufzubauen. Streu- und Fernbesitzungen hatten eine geringere Bedeutung und gingen vielfach verloren oder wurden eingetauscht oder veräußert.
Im hohen Mittelalter kam es vor dem Hintergrund von Bevölkerungswachstum, Landesausbau, Aufschwung von Märkten, Handel und Geldwesen und von technischen Verbesserungen zu einem deutlichen Strukturwandel in den ländlichen Siedlungen. Die ältere Grundherrschaft, die geprägt war durch weiträumige, zentral geleitete Villikationen, wurde abgelöst durch die Renten-Grundherrschaft: Die Güter wurden nun als Lehen ausgegeben oder verpachtet, die Bindung der Hufen an den Fronhof gelockert und die Frondienste durch Abgaben ersetzt. In Rheinhessen begann diese Umstellung vereinzelt schon im 11. Jahrhundert und war bis zum 13. Jahrhundert weit fortgeschritten. In Horchheim wurde die Eigenbewirtschaftung des Fronhofs durch den geistlichen Grundherrn vermutlich spätestens im 13. Jahrhundert durch eine Verpachtung des Fronhofs abgelöst. In einer Urkunde des Jahres 1261 taucht ein „Dierich von Horchheim genannt Im Hof“ auf, der vermutlich mit dem 1272 als Schultheiß in Horchheim und Wiesoppenheim erwähnten Diderich identisch ist. Wahrscheinlich haben wir hier den selbständig wirtschaftenden Pächter des Fronhofs vor uns, der gleichzeitig der Herrschaft als Schultheiß diente. Und 1496 wurde im Steuerregister des Gemeinen Pfennigs ein „Veltin ime Hoff ... ime gemeyne(n) gude“ erfasst, zu dem als Gesinde sechs Mägde und Knechte gehörten. Das „gemeine Gut“ bezeichnet hierbei vermutlich den ehemaligen Fronhof. Das Kloster Otterberg war im Ort begütert.
Der Bedeutungsverlust der Herrenhöfe ermöglichte erst „ein dorfbezogenes Leben und Wirtschaften“ und die Entstehung der eigentlichen Dorfgemeinde. In Horchheim tritt die Dorfgemeinde („universitas“) erstmals 1353 urkundlich in Erscheinung.

### Name
Als althochdeutsche Form des Namens vermutet Ramge „daz horaga heim“, was so viel wie „das sumpfige Heim“ bedeutet. Der Ortsname geht demnach nicht auf den Personennamen eines Gründers zurück, sondern verweist auf die sumpfige Eisbach-Niederung. Es gibt aus dem frühen Mittelalter eine große Zahl von Ortsnamen, die mit Bezeichnungen für Moor oder Sumpf gebildet sind, im Raum Worms z. B. auch Hohen-Sülzen und Mörstadt. In jener Zeit gab es wesentlich mehr feuchtes und sumpfiges Gelände als heutzutage. Dieses Sumpfland mag auf die damaligen Menschen faszinierend oder sogar beängstigend gewirkt haben. Eine besonders feuchte Zone dürfte der Bereich der Kämmererwiese und das Gelände von dort in Richtung Wiesoppenheim gewesen sein. Die Flurnamen „Bieberling“, „im Bruchweg“ und „Entensee“ erinnern an ehemals heimische Biber, an Sumpfgelände und einen oder zwei Seen.

## Bevölkerung
Die Bewohner von Horchheim lebten bis Mitte des 19. Jahrhunderts vorwiegend von der Landwirtschaft. Die landwirtschaftlichen Erwerbsmöglichkeiten wurden durch die geringe Größe der Gemarkung, die Besitzverhältnisse und die Absatzmöglichkeiten für die landwirtschaftlichen Erzeugnisse begrenzt. Mehrmals kam es seit dem 14. Jahrhundert durch Seuchen und Kriege zu einem deutlichen Rückgang der Einwohnerzahlen, letztmals am Ende des 17. Jahrhunderts im Pfälzischen Erbfolgekrieg. Im 18. Jahrhundert wuchs die Bevölkerung langsam an. Der Raum Worms konnte wegen schlechter Verkehrsanbindung und einschnürender Zollschranken erst Mitte des 19. Jahrhunderts Anschluss an die industrielle Entwicklung finden. Ab der Mitte des 19. Jahrhunderts entstanden in Worms große Fabriken, besonders der Lederindustrie. Ab dieser Zeit wuchsen die Einwohnerzahlen von Horchheim stark an. Der Ort entwickelte sich vom Bauerndorf zum Wohnort für auswärtig beschäftigte Arbeiter und Angestellte. Durch den Bau der Nikolaus-Ehlen-Siedlung (seit 1950) und der Zollhaus-Siedlung (seit 1964) konnte Horchheim seine Bevölkerung stark vergrößern und kommt heute auf über 4500 Einwohner.
| Jahr | Einwohner |
| ---- | --------- |
| 1496 | ≈ 200     |
| 1612 | ≈ 600     |
| 1665 | ≈ 370     |
| 1741 | ≈ 590     |
| 1815 | 774       |
| 1845 | 958       |
| 1855 | 1134      |

| Jahr | Einwohner |
| ---- | --------- |
| 1875 | 1251      |
| 1895 | 1748      |
| 1905 | 2021      |
| 1910 | 2362      |
| 1925 | 2619      |
| 1930 | 2668      |
| 1933 | 2600      |

| Jahr | Einwohner |
| ---- | --------- |
| 1939 | 2581      |
| 1946 | 2520      |
| 1954 | 3191      |
| 1977 | 4763      |
| 1994 | 4648      |
| 2009 | 4518      |
| 2012 | 4607      |

(Quellen unter)
(Quellen unter)

## Religionen

### Katholische Kirchengemeinde
Die ersten Kirchen für die Landbevölkerung waren Eigenkirchen der Grundherren, z. B. des Königs, von Adligen oder Kirchen von Klöstern und Bistümern. In der Diözese Worms sind solche Eigenkirchen seit dem 8. Jahrhundert bezeugt. Es ist jedoch sicher, dass bereits im 7. Jahrhundert auf Initiative der Bischöfe damit begonnen wurde, das flache Land mit einem Netz von Niederkirchen zu überziehen. Eigenkirchen-Herren waren aber meistens nicht die örtlichen Bischöfe; viele Niederkirchen waren nämlich in Händen von Klöstern und Adligen oder gehörten zum Reichsgut. Nicht alle ländlichen Eigenkirchen wurden auch zu Pfarrkirchen mit Tauf- und Beerdigungsrecht. Nachdem Karl der Große den Zehnten als jährliche Abgabe an die zuständige Pfarrkirche vorgeschrieben hatte, wurde es um das Jahr 800 üblich, für die Pfarrkirchen feste Pfarrbezirke abzugrenzen. Die Pfarrkirche St. Martin in Wiesoppenheim geht auf eine königliche Eigenkirche zurück, die bereits im 8. Jahrhundert bestand. Vermutlich war die Martins-Kirche anfänglich für den gesamten Personenverband zuständig, der zum Reichsgut in den Eisbach-Orten Wiesoppenheim, Horchheim und Weinsheim gehörte. Die Kirchen St. Bonifatius in Weinsheim und Heilig-Kreuz in Horchheim gehen wahrscheinlich auf Eigenkirchen des Klosters Fulda zurück. St.Bonifatius ist das Pertinenz-Patrozinium für fuldische Eigenkirchen und weist eindeutig auf die Abtei Fulda. Auch das Heilig-Kreuz-Patrozinium dürfte Fulda zuzuordnen sein. Fulda durfte seit Anfang des 9. Jahrhunderts aufgrund besonderer Privilegien die Zehnten auf seinen Gütern für seine Eigenkirchen vereinnahmen, auch wenn die Güter im Pfarrsprengel einer fremden Pfarrkirche lagen. Die Zehntrechte waren für das Kloster so ertragreich, dass man auch auf kleineren Besitzungen Eigenkirchen erbaute. Die Bischöfe gingen seit dem 11. Jahrhundert verstärkt gegen die fuldischen Zehntprivilegien vor und konnten dem Kloster viele Zehntrechte abringen. Die Kirchen in Horchheim und Weinsheim sind im Hochmittelalter von Fulda an das Hochstift Worms übergegangen. Die Abtrennung der Pfarrei Horchheim-Weinsheim von der alten Pfarrei Wiesoppenheim muss spätestens beim Besitzübergang an das Hochstift erfolgt sein. Im Jahr 1234 wird erstmals ein Horchheimer Pfarrer erwähnt. Weinsheim war wohl niemals eine selbständige Pfarrei. Im Wormser Synodale von 1496 ist Weinsheim, so wie seither, eine Filiale von Horchheim. Das Patronat über die Pfarrei Horchheim hatte das Wormser Domkapitel. Die Pfarrei gehörte zum Dekanat Dirmsteim im Archidiakonat des Dompropstes. Die Pfarre Wiesoppenheim war 1496 verarmt, vielleicht auch eine Folge der Abspaltung Horchheims und Weinsheims. Die Heilig-Kreuz-Kirche in Horchheim stand sicherlich bereits in fuldischer Zeit an der Stelle der heutigen Friedhofskirche. Damit ist – wegen der üblichen räumlichen Nähe von Fronhof und Kirche – der königliche, später an Fulda gefallene Fronhof ebenfalls im Oberdorf zu lokalisieren. Die erste Heilig-Kreuz-Kirche muss eine kleine Holzkirche ohne Turm gewesen sein. Frühestens im 11. Jahrhundert wurde anstelle der Holzkirche eine schlichte steinerne Kirche mit Turm erbaut. In ihrem Schatten lag der Friedhof. Wie auf der Ortsansicht des Geometers Pabst von 1710 zu erkennen ist, hatte die Kirche einen 5/8-Chor im Westen. Gewestete Dorfkirchen waren zu Beginn des 18. Jahrhunderts noch sehr selten. Ein Zusammenhang mit der karolingischen Tradition des Klosters Fulda zum Bau gewesteter Kirchen kann wohl ausgeschlossen werden. Vermutlich war die Horchheimer Kirche im Mittelalter geostet. Das vergrößerte Langhaus mit Westchor wurde wahrscheinlich erst nach Mitte des 16. Jahrhunderts gebaut, als nach dem Konzil von Trient die Ostung des Kirchengebäudes an Bedeutung verloren hatte. Grund für die Umorientierung nach Westen dürfte der für den Bau eines großen Ostchores unzureichende Platz neben dem alten Turm gewesen sein. Die Kirche war im 18. Jahrhundert baufällig und für die gewachsene Gemeinde zu klein geworden. Deshalb wurden Westchor und Kirchenschiff 1724–1726 abgebrochen und durch eine geräumige schmucklose Saalkirche mit einem nach Osten gerichteten Chor ersetzt. Der Kirchturm der alten Kirche wurde beibehalten. Im Jahre 1801 kamen die linksrheinischen Dekanate des Bistums Worms an ein kurzlebiges französisches Bistum Mainz und schließlich 1814/1821 an das neue Bistum Mainz. 1835 wurde der Friedhof nach oben aufs freie Feld verlegt. Ende des 19. Jahrhunderts war die Kirche wegen des stetigen Bevölkerungswachstums wieder zu eng, außerdem renovierungsbedürftig. In den Jahren 1908–1910 wurde nun eine geräumige neugotische Kirche auf dem Goldberg errichtet. Die alte Kirche wurde später zur Friedhofskirche umgebaut. Wiesoppenheim wurde im 17. Jahrhundert eine Filiale der Pfarrei Horchheim, ist aber seit 1927 wieder selbständig. Seit 1982 haben die beiden Pfarreien Horchheim-Weinsheim und Wiesoppenheim einen gemeinsamen Pfarrer.

### Evangelische Kirchengemeinde
Zu Beginn des 19. Jahrhunderts gab es in Horchheim, Weinsheim und Wiesoppenheim nur wenige Einwohner
evangelischer Konfession. Sie waren seit 1824 der Pfarrei Heppenheim a. d. Wiese zugeteilt. Seit Mitte des 19. Jahrhunderts wuchs – vor allem durch Zuzug von Arbeitskräften Wormser Betriebe – die Zahl der Protestanten in den drei Orten stark an. Im Jahre 1873 bildete sich in Horchheim eine evangelische Kultusgemeinde für Horchheim, Weinsheim und Wiesoppenheim, die zunächst Filiale von Heppenheim a. d. W. war, sich aber 1874 an die näher gelegene evangelische Pfarrei Worms anschloss. Die Gottesdienste fanden bis 1875 in einem Betsaal in der Horchheimer Obermühle statt, danach in Schwenders Wirtschaft und im Weinsheimer Zollhaus. Diese Provisorien endeten 1878 mit dem Erwerb und Umbau der ehemaligen Horchheimer Synagoge zu einem evangelischen Bethaus. Bei der Aufteilung der Wormser Pfarrei 1892 kam die Filiale Horchheim zur Andreasgemeinde. Da die Zahl der Gemeindemitglieder in der Filiale stetig wuchs, war die Pfarrbetreuung aus Worms bald nicht mehr zu schaffen. 1898 wurde Horchheim deshalb zu einer selbständigen Pfarrei erhoben, und Weinsheim zu einer Filialgemeinde von Horchheim. Das Bethaus wurde für die wachsende Gemeinde schon in den 1890er Jahren zu eng. Nach längeren Vorbereitungen begann die Gemeinde 1907 mit dem Bau der Gustav-Adolf-Kirche in Horchheim, die 1908 eingeweiht wurde. 1948 wurde die Kirchengemeinde Horchheim Mitglied der ev. Gesamtgemeinde Worms.

### Jüdische Gemeinde
Seit dem 18. Jahrhundert bestand in Horchheim eine kleine jüdische Gemeinde. Im Jahre 1815 wurde eine Synagoge erwähnt. 1845 bis 1847 wurde eine Synagoge an der Oberen Hauptstraße 33 gebaut. In den nachfolgenden Jahrzehnten zogen fast alle Juden aus Horchheim weg. Die jüdische Gemeinde löste sich 1873 auf. Die Synagoge wurde später von der evangelischen Gemeinde erworben und zu einem Bethaus umgebaut.

## Politik und Verwaltung

### Ortsbeirat
Für den Stadtteil Worms-Horchheim wurde ein Ortsbezirk gebildet. Dem Ortsbeirat gehören elf Beiratsmitglieder an, den Vorsitz im Ortsbeirat führt der direkt gewählte Ortsvorsteher.
Zum Ortsbeirat siehe die Ergebnisse der Kommunalwahlen in Worms.

### Gemeindevorsteher
Im 13. Jahrhundert wird erstmals ein Schultheiß für Horchheim erwähnt. Der Schultheiß war ein von der Herrschaft bestellter Vorsteher der Dorfgemeinde. Für die ältere Zeit sind bis jetzt nur wenige Namen von Schultheißen ermittelt worden. Erst ab Mitte des 18. Jahrhunderts liegt eine fast lückenlose Folge von Amtsträgern vor. Nach der französischen Revolution hießen die Gemeindevorsteher nicht mehr Schultheiß, sondern seit 1798 „Agent Municipal“ und ab 1800 „Maire“. Der Maire wurde vom Präfekten des Departments ernannt. Die Hessische Gemeindeordnung von 1821 schuf den Bürgermeister, für den zunächst Kandidaten gewählt wurden, aus denen dann die hess.Regierung den Bürgermeister auswählte. Später konnte der Bürgermeister direkt gewählt werden. Seit der Eingemeindung 1942 hat Horchheim keinen Bürgermeister mehr, sondern einen Ortsvorsteher.
| Schultheißen ab 1260 | Schultheißen ab 1260                  |
| Jahre                | Schultheißen                          |
| -------------------- | ------------------------------------- |
| erwähnt 1260         | Eberhardus                            |
| erwähnt 1272         | Didericus                             |
| erwähnt 1353         | Rudiger Kentzeler                     |
| erwähnt 1356         | Konrad gen. Rockenhuser               |
| erwähnt 1361         | Hennel Ryse                           |
| vorkommend 1370–1381 | Bracht                                |
| erwähnt 1402         | Wrachter                              |
| erwähnt 1402         | Johannes Duchscherer                  |
| erwähnt 1425         | Heinze Heddesheimer                   |
| erwähnt 1453         | Peter Becker                          |
| vorkommend 1462–1472 | Peter Heddesheimer                    |
| erwähnt 1477         | Antis Heddesheimer                    |
| erwähnt 1488         | Claus Greber                          |
| erwähnt 1489         | Peter Endres                          |
| erwähnt 1511         | Niclas Reuter                         |
| erwähnt 1534         | Hans Meyhe                            |
| erwähnt 1534         | Hans Uhrrycht                         |
| erwähnt 1545         | Hans v.Pfeddersbach                   |
| erwähnt 1548         | Hans Mey                              |
| erwähnt 1549         | Michael Heinß                         |
| erwähnt 1586         | Matheis Schütz                        |
| vorkommend 1599–1612 | Peter Urban                           |
| erwähnt 1614         | Wendel Greicker                       |
| erwähnt 1620         | Hans Henß                             |
| vorkommend 1658–1664 | Matheis Urban                         |
| erwähnt 1701         | Peter Bergsträßer                     |
| vorkommend 1715–1733 | Valentin Geisinger                    |
| vorkommend 1741–1760 | Gabriel Hebenstreit                   |
| vorkommend 1764–1779 | Valentin Löcher                       |
| 1780–1815            | Philipp Holtzmann (Schultheiß, Maire) |

| Bürgermeister, ab 1942 Ortsvorsteher | Bürgermeister, ab 1942 Ortsvorsteher         |
| Jahre                                | Bürgermeister, Ortsvorsteher                 |
| ------------------------------------ | -------------------------------------------- |
| 1816–1838                            | Johannes Klock                               |
| 1838–1844                            | Christian Loye                               |
| 1844–1880                            | Friedrich W Schredelseker                    |
| 1880–1882                            | Mathias Braun                                |
| 1883–1920                            | Johannes Hahn III.                           |
| 1921–1930                            | Peter Löcher III.                            |
| 1930–1933                            | Friedrich W. Schredelseker                   |
| 1933–1945                            | Ernst Schmidt (Bürgermeister, Ortsvorsteher) |
| 1945–1948                            | Joseph Löcher                                |
| 1948–1979                            | Jakob Seiler                                 |
| 1979–1994                            | Walter Kraft                                 |
| 1994–2001                            | Wolfgang Freese                              |
| 2002–2024                            | Volker Janson (SPD)                          |
| seit 2024                            | Richard Grünewald                            |

Bei der Kommunalwahl am 9. Juni 2024 setze sich Richard Grünewald in der Stichwahl mit einem Stimmenanteil von 61,7 % gegen den Amtsinhaber durch, nachdem im ersten Wahlgang am 9. Juni keiner der ursprünglich drei Bewerber eine ausreichende Mehrheit erreicht hatte.

### Gemeindewappen
Blasonierung: In schwarzem Feld zwei gekreuzte silberne Schlüssel mit abwärts gekehrtem Bart, überhöht von einem goldenen Kreuz.
Es ist unklar, wann die Gemeinde dieses Wappen angenommen hat. Dorfwappen tauchen in Deutschland erst Ende des 19. Jahrhunderts auf und werden ab den 1920er Jahren allgemein gebräuchlich. Die Figuren und ihre Anordnung sind aus dem ältesten Horchheimer Gerichtssiegel entnommen (nachgewiesen ab 1470); im Siegel handelt es sich allerdings noch um ein Passionskreuz, nicht um ein gemeines Kreuz. Die Farben Schwarz, Silber und Gold sind dem Wappen des Hochstifts Worms entlehnt.
Die Schlüssel sind das Attribut des Hl. Petrus (Schlüssel Petri) und stehen offensichtlich für das Wormser Domkapitel, das das Kirchenpatronat der Horchheimer Pfarrkirche innehatte. Das Kreuz verweist vermutlich auf das Kirchenpatrozinium „Heilig-Kreuz“.

### Rechtspflege
Ein Weistum von 1489 berichtet, dass in Horchheim die Gerichtsstätte für ein Hochgericht lag, das für Horchheim, Weinsheim und Wiesoppenheim zuständig war. Dreimal pro Jahr fand ein ungebotenes (echtes) Ding statt, jeweils am Dienstag nach dem Achtzehnten (13. Januar), nach Georgi (23. April) und nach Natal Joannis (24. Juni oder vielleicht 29. August). Dieses Gericht mag auf ein Grafengericht der fränkischen Zeit zurückgehen. Ausgehend von der Immunität der Wormser Kirche erlangten das Hochstift und seine Vögte im Zuge der Territorialisierung die hohe Gerichtsbarkeit. Ein Galgen ist in Horchheim seit 1374 bezeugt. Im 18. Jahrhundert gab es noch einen Scharfrichter in Horchheim. Neben dem Hochgericht gab es in Horchheim ein Dorfgericht. Beide Gerichte mögen an derselben Stelle getagt haben; 1353 ist eine Sitzung des Dorfgerichts „an deme angel“ erwähnt. Die Horchheimer Gerichte wurden 1798 abgeschafft.

## Kultur und Sehenswürdigkeiten

### Kunst- und Kulturdenkmäler

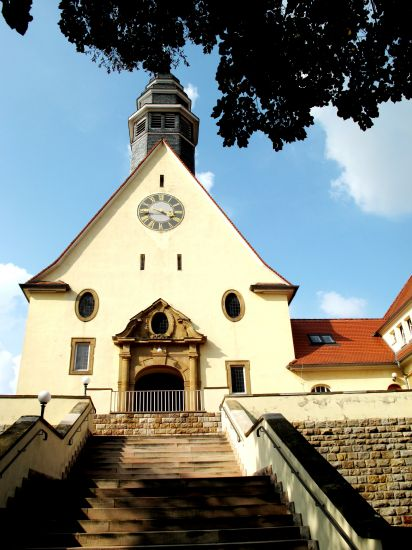
Evangelische Kirche (1907–08)

Künstlerisch bedeutsam sind die evangelische und die katholische Pfarrkirche.
Die evangelische Gustav-Adolf-Kirche und das direkt anschließende Pfarrhaus liegen erhöht auf einer ummauerten Terrasse, zu der zwei Treppen hinaufführen. Kirche und Pfarrhaus wurden 1907/08 in neubarocken und Jugendstil-Formen errichtet und bilden ein eindrucksvolles Ensemble. Die Kirche ist ein genordeter Saalbau mit einem über die Giebelfassade aufragenden Dachreiter-Turm. Die Jugendstil-Ausmalung des Chorraums stammt von dem Wormser Maler Fritz Muth (1865–1943).

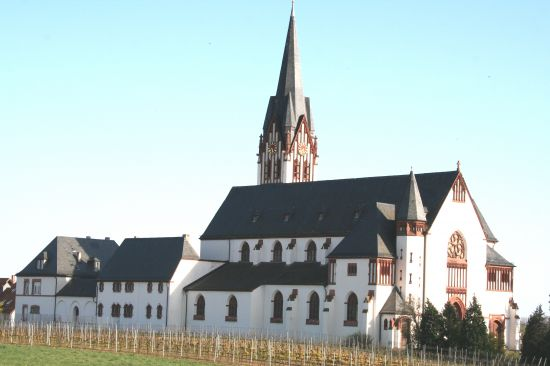
Katholische Heilig-Kreuz-Kirche (1908–1910) von Nordwesten

Die katholische Heilig-Kreuz-Kirche wurde 1908/1910 nach Plänen des regional bekannten Kirchenbaumeisters August Greifzu als neugotische Basilika hoch über dem Ort auf dem Goldberg errichtet. Der nach Osten weisende polygonale Chor wird flankiert von einem einzelnen 54 m hohen Turm mit reicher Gliederung. Die Kirche ist 44 m lang und 21,5 m breit. Das Mittelschiff ist 15 m hoch, die Seitenschiffe sind 7,5 m hoch. Über den westlichen Seitenschiffjochen sind Queranbauten in unterschiedlicher Höhe aufgeführt, die der Westfassade ein stattliches Aussehen verleihen. Im Innern findet sich eine neugotische Ausstattung mit farbigen Schnitzaltären.

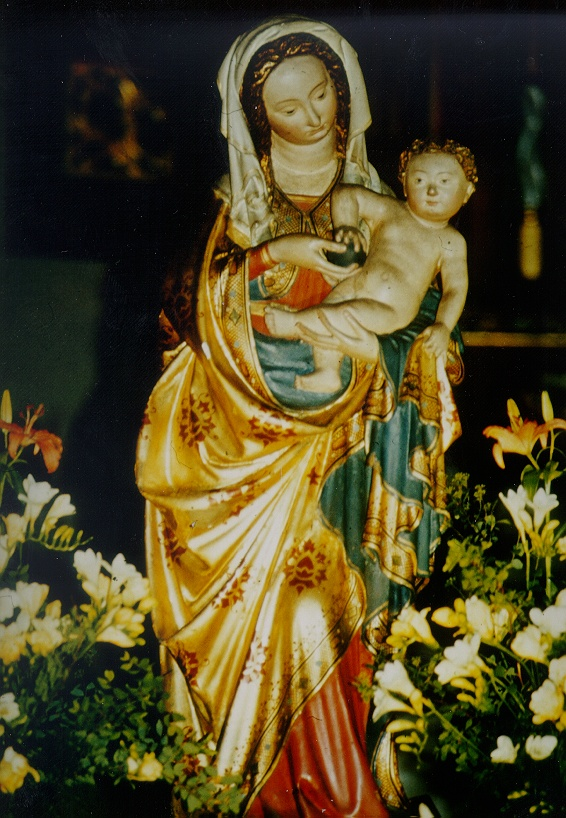
Gestohlene Muttergottes-Statue des frühen 15. Jahrhunderts aus der Heilig-Kreuz-Kirche

Das bedeutendste Kunstwerk in der Heilig-Kreuz-Kirche war eine Muttergottes-Figur vom Typ der „Schönen Madonnen“ aus dem frühen 15. Jahrhundert, die zusammen mit zwei anderen Skulpturen am 26. November 1985 gestohlen wurde.

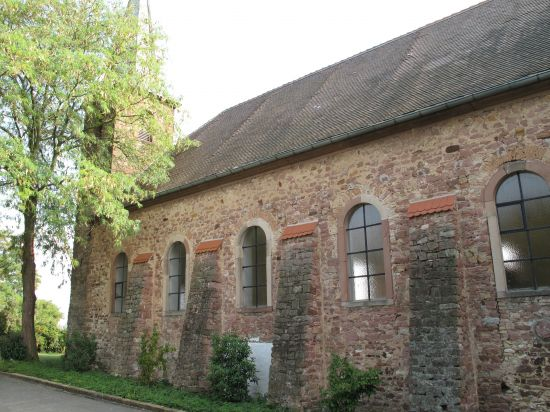
Friedhofskirche, ehemalige katholische Heilig-Kreuz-Kirche (1724–1726)

Nur als Kulturdenkmal von Interesse ist die Friedhofskapelle (ehemalige katholische Heilig-Kreuz-Kirche), ein schmuckloser Bau von 1724/26. Das Untergeschoss des Turmes stammt aus dem Mittelalter.

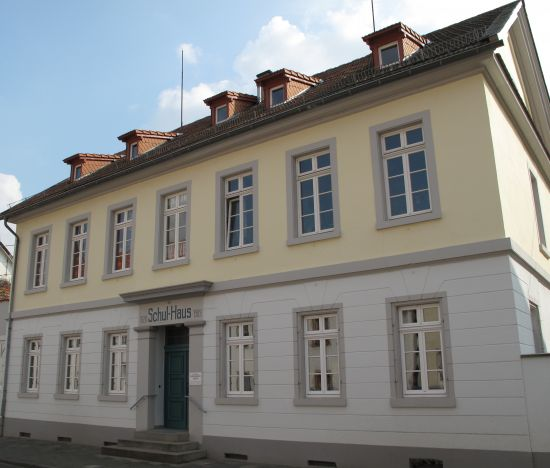
Ehemalige Schule von 1827/28

Das ehemalige Schulhaus Obere Hauptstraße 12 wurde 1827/28 nach Plänen des großherzoglichen Landbaumeisters Schneider aus Mainz erbaut. Im Großherzogtum Hessen wurde seit der Schulreform von 1823 der Bau von Schulen forciert. Das klassizistische Gebäude wurde 1989 restauriert.

### Schulen
Bereits im 16. Jahrhundert gab es in einigen Dörfern erste Elementarschulen für die Pfarreikinder. Diese konfessionellen Dorfschulen wurden im 17. Jahrhundert häufiger und waren im 18. Jahrhundert allgemein üblich. In Horchheim wird ein Schulhaus erstmals 1758 erwähnt. Es lag auf dem Fronberg an der Ecke Wilhelm-Röpcke-Straße und war noch ganz aus Holz erbaut. Dieses Haus wurde 1758 erneuert. Zwischen 1782 und 1826 diente das noch bestehende Gebäude Bahnhofstraße 1 als Schul- und Gemeindehaus. Seit 1828 war die Schule in dem neuerbauten Schulhaus Obere Hauptstraße 12 untergebracht. Im Jahre 1887 wurde ein weiteres Schulhaus am Marktplatz (Ob. Hauptstraße 6, heute Ortsverwaltung) erbaut, das 1910/1912 durch das Nebengebäude Backhausgasse 7 erweitert wurde. 1939 wurden die Schulen von Horchheim und Weinsheim zusammengelegt. Ab 1971 wurde als neue Grund- und Hauptschule die Kerschensteinerschule in der Neubachstraße 57 erbaut. Im Jahre 1972 erfolgte der Umzug aus den alten Schulhäusern in die Kerschensteinerschule, die 2008/2009 in eine integrierte Gesamtschule (Nelly-Sachs-IGS) umgewandelt wurde.

### Museen
Ein Heimatmuseum ist seit 1985 im Bürgerhaus am Alten Marktplatz untergebracht. Es präsentiert Funde aus der Ur- und Frühgeschichte, Knochen von Mammuts und Wollnashörnern, Steinbeile, römische Münzen, aber auch Gebrauchsgegenstände, Urkunden und Bilder etc. aus den letzten Jahrhunderten.

### Mundart
Die Horchheimer Ortssprache wird von den Einheimischen gemeinhin als „Platt“ bezeichnet. Horchheim gehört zum rheinhessischen Dialektgebiet. Das Rheinhessische zählt zur Gruppe der rheinfränkischen Mundarten. Für den Wormser Dialekt gibt es eine aktuelle Beschreibung von Alfred Lameli, die auch für das engere Wormser Umland gültig ist. Für Horchheim selbst liegt der Wenker-Fragebogen von 1879/80 mit den 40 Standardsätzen für den Sprachatlas des Deutschen Reichs vor.

### Feste

#### Horchheimer Sommertag
Am vierten Fastensonntag (Laetare) wird in Horchheim, wie in vielen anderen Gemeinden von Rheinhessen, Südhessen, Pfalz und Kurpfalz, der Sommertag gefeiert. Neben den gängigen Elementen, wie dem Umzug der Kinder mit Sommertagsstecken, dem „Ri, Ra, Ro“-Lied und dem Verbrennen des Winters, kennt das Horchheimer Brauchtum einige sehr ungewöhnliche Besonderheiten, nämlich die Fronbergsage über die Weckstiftung, die Prozession der Kinder zum Fronberg mit Gebet am Fronberg, die Verteilung der Dreizackwecken an die Kinder und das Auswerfen der restlichen Dreizackwecken unter die versammelte Menge. Ausgangspunkt der besonderen Horchheimer Tradition war unzweifelhaft eine alte Weckstiftung für die Kinder zum Laetare-Sonntag. Solche Brotstiftungen waren nicht ungewöhnlich und wurden oft am Mittfasten-Sonntag Laetare (Evangelium von der wunderbaren Brotvermehrung) eingelöst. Das hohe Alter der Horchheimer Weckstiftung ist durch eine Gemeinderechnung von 1753 belegt. Um diese Stiftung rankt sich die Fronbergsage. Die Sage berichtet, eine Frau habe am Fronberg ihr Kind umgebracht und sei dort hingerichtet worden. Zur Rettung ihrer Seele habe sie ihr Vermögen für die jährliche Verteilung von Brot an die Dorfkinder gestiftet. Eine Dramatisierung der Fronbergsage stammt von Ernst Kilb. Kilb legt das Geschehen in die Jahre 1515/1516, weil er das Schicksal der Kindsmörderin, die er „Elsbeth“ nennt, einbetten will in ein Sozialdrama über die Bedrückung der Bauern und die Entstehung bäuerlichen Widerstands. Als weitere Motive bringt Kilb die Kindstötung im Brunnen und die Hinrichtung durch Ertränken in demselben Brunnen. Die Brunnen-Motive schöpfte Kilb eventuell aus einer mündlichen Tradition. Ob die Fronbergsage eine wahre Begebenheit schildert oder nur eine von der Volksphantasie geschaffene Gründungssage ist, kann nicht entschieden werden. Die berichteten Geschehnisse könnten sich aber durchaus so zugetragen haben und passen in das 16., 17. und frühe 18. Jahrhundert. Es ist denkbar, dass die Brotstiftung auf eine Seelgerät-Stiftung zurückgeht. Solche Stiftungen wurden naturgemäß den Kirchen zugewendet. Bei der ersten Erwähnung 1753 wurde die Stiftung aber von der weltlichen Gemeinde verwaltet. Der Übergang einer Brotstiftung von der kirchlichen auf die weltliche Gemeinde ist auch für Iggelheim nachweisbar. Die spätere Überlieferung berichtet, dass die Dorfgemeinde aus dem Nachlass der hingerichteten Frau einige Äcker erhalten habe. Die Pachteinnahmen wurden für die Sommertagswecken ausgegeben. Später wurden die Weckäcker verkauft und die Kaufsumme verzinslich angelegt. Nun wurde der jährliche Zinsertrag, der im 19. Jahrhundert sieben Gulden betrug, für die Wecken verwendet. Der Dreizackweck, ursprünglich einfach „Sommerweck“ genannt, kommt nur in Horchheim vor. Es ist unbekannt, seit wann und warum der Horchheimer Sommertagsweck in dieser Form gebacken wird. Das Auswerfen der Dreizack-Wecken ist ein aus der Fastnacht entlehntes Brauchelement. Der Sommertags-Umzug ist vermutlich hervorgegangen aus Heischegängen der Kinder, wie sie noch für Weinsheim belegt sind. Seit 1935 gibt es beim Sommertagszug geschmückte Festwagen.

#### Horchheimer Kerb
Die Kirchweih wird in Horchheim traditionell am zweiten Sonntag im August gefeiert. Der Termin des weltlichen Kirchweih-Fests stimmt nicht mehr mit dem Jahrtag des geistlichen Kirchweih-Fests (29. August 1728) überein.

## Wirtschaft und Infrastruktur

### Landwirtschaft
Die fränkischen Einwanderer, die sich zu Anfang des 6. Jahrhunderts im unteren Eisbachtal niederließen, lebten in erster Linie von der Viehhaltung. Der Ackerbau spielte eine geringere Rolle. Wie der mit der Landnahme einsetzende Reihengräber-Friedhof in Wiesoppenheim zeigt, gab es dort eine der ersten Ansiedlungen. In Wiesoppenheim fanden die fränkischen Siedler gute Weidegründe mit einfachem Zugang zum Wasser und an einigen Stellen leicht bearbeitbare Sandlöss-Böden. Zu Anfang wurde nur ein kleiner Teil der verfügbaren Flächen als Ackerland kultiviert. Wegen des starken Bevölkerungswachstums seit dem 7. Jahrhundert wurde eine Ausweitung und Intensivierung des Ackerbaus notwendig. Ausbau-Orte entstanden, wenn die neuen Fluren zu weit von der ersten Ansiedlung entfernt lagen. Horchheim wurde spätestens zu Anfang des 7. Jahrhunderts. besiedelt. Die Dreifelderwirtschaft mit dem Wechsel von Brache, Wintergetreide und Sommergetreide ist eine organisatorische Verbesserung, die in Rheinhessen besonders früh eingeführt wurde und dort schon im 10. Jahrhundert weit verbreitet war. Eine weitere Verbesserung war die Bildung von Gewannen, die in Horchheim bereits für das frühe 13. Jahrhundert belegt ist. Die Flur war durch Teilungen stark parzelliert, was die wirtschaftliche Bearbeitung erschwerte. Die Gewann war eine neugeschaffene „Großeinheit [von Feldern] zum Zwecke gleichartiger und gleichzeitiger Bewirtschaftung“. Der Weinbau ist in Horchheim erstmals 1223 belegt. Im hohen Mittelalter wurde in Horchheim und seinen Nachbarorten die Dreifelderwirtschaft aufgegeben und durch eine zelgengebundene Zweifelderwirtschaft mit Wintergetreide- und Brach-Feld ersetzt. 1260 werden für Horchheim eine westliche Zelge gen Heppenheim und eine östliche Zelge gen Worms erwähnt. Durch den Aufschwung von Städten, Handel und Geldwesen gab es eine zunehmende Nachfrage nach Wintergetreide (meist Roggen), während das Sommergetreide weniger einbrachte und durch Sommertrockenheit gefährdet war. Der Verzicht auf das Sommergetreide ermöglichte eine Vergrößerung der Brach-Weide und die „Ausweitung des dung- und arbeitsintensiven Weinbaus“. Um 1300 muss bereits der größte Teil der Horchheimer Gemarkung bewirtschaftet gewesen sein. Ausgelöst durch Hungerkrisen und Seuchenzüge, kam es im 14. Jahrhundert zu einem massiven Bevölkerungsrückgang, der eine jahrhundertelange Agrardepression einleitete. Weniger fruchtbare und abgelegene Felder wurden aufgegeben. Während der Getreideabsatz zurückging, erlebten einträgliche Sonderkulturen wie der Obstbau auch in Horchheim einen Aufschwung.

### Gewerbe
Das bedeutendste Industrieunternehmen in Horchheim war die Zichorien-Kaffeesurrogat- und Kaffee-Essenz-Fabrik Pfeiffer & Diller G. m. b. H., die von 1875 bis 1952 ihren Sitz auf dem Gelände der ehemaligen Horchheimer Obermühle hatte. Die Fabrik wurde 1843 ursprünglich von Johann Valentin Jungbluth gegründet und befand sich zunächst in der Mariämünster-Mühle in der Speyerer Vorstadt in Worms. Die erste Jungbluth'sche Zichorien-Fabrik in der Mariämünster-Mühle brannte bereits im Juni 1845 vollständig nieder. Beim Rösten und Mahlen von Zichorienwurzeln kann es nämlich leicht zur Selbstentzündung der Zichorien kommen. Jungbluth verlagerte seinen Betrieb daraufhin auf das Gelände des ehemaligen Bergklosters in der Wormser Andreasvorstadt. Im Juni 1856 gab es dort erneut ein Feuer, dem ein ganzer Gebäudeflügel des Betriebs zum Opfer fiel. In der Fabrik wurden u. a. Kaffee-Surrogate aus Zichorien und Eicheln und verschiedene Kaffee-Mischungen hergestellt. Im Oktober 1872 wurde das Unternehmen für 37.000 Gulden von den Kölner Fabrikanten Julius Diller (* Hanau, 29. November 1843, † Worms, 30. April 1897) und August Pfeiffer (* 1836, † Worms, 5. Dezember 1894) übernommen. Im Januar 1873 entstand ein Feuer im Mühlenraum der Fabrik, der dabei völlig ausbrannte. Im Jahr 1874 verkauften die Eigentümer das Betriebsgelände im ehemaligen Bergkloster an den Lederfabrikanten Nikolaus Andreas Reinhart, der dort die Villa Bergkloster errichtete. Mit dem Erlös erwarben die Herren Pfeiffer und Diller die Obermühle in Horchheim und richteten dort ihre Zichorien-Fabrik ein. Der Fabrik-Betrieb in Horchheim begann dann im Jahr 1875. Es wurden Zichorien-Ersatzkaffeemischungen und seit 1884 eine Kaffeezusatz-Essenz hergestellt. Diese sogenannte "Diller-Essenz" wurde ein sehr bekanntes und wegen seiner Ergiebigkeit geschätztes Markenprodukt. Die Essenz bestand vorwiegend aus karamellisiertem Rübenzucker und wurde zum Strecken und zur Geschmacksverbesserung von Bohnenkaffee und Malzkaffee verwendet. Auf dem Fabrikgelände entstanden eine Rösterei, Essenzkochereien, Lager- und Verpackungsgebäude und an der Oberen Hauptstraße ein Bürogebäude. Nach dem Tod von Julius Diller 1897 führte seine Witwe Bertha Diller, geb. Martin (* Standenbühl, 11. Mai 1855, † Darmstadt, 8. November 1926) die Firma weiter, in die später auch ihre Söhne Gustav Diller (* Horchheim, 12.01.1880, † Hamburg, 16.10 1941) und Dr. Ernst Diller (* Horchheim, 17. Mai 1878, † 1954) eintraten. Dr. Ernst Diller ließ sich am Hang oberhalb des Betriebs 1902–1906 von dem bekannten Baumeister Heinrich Metzendorf eine repräsentative Fabrikanten-Villa errichten.

Ansicht der Kaffee-Essenz- und -Surrogat-Fabrik Pfeiffer & Diller 1909 (rechts oben: Fabrikanten-Villa mit Park, rechts unten: Packerei und Essenz-Kochereien, Mitte: Betriebsgelände Obermühle, links: Untermühle)

Seit den 1890er Jahren wurden die Produkte von Pfeiffer & Diller durch aufwändige Blechdosen, Reklamemarken, Sammelbilder und Plakate beworben. Werbefigur und registriertes Warenzeichen war der "Kaffeeonkel" mit Hausmütze, ein Symbol altväterlicher Sparsamkeit und Gemütlichkeit. Nach der Blütezeit der Vorkriegsjahre kam es im Ersten Weltkrieg ab 1916 zu einer Verknappung und Zwangsbewirtschaftung der Rohstoffe für Kaffee-Surrogate und Kaffee-Essenzen. Das führte zur Stilllegung vieler Betriebe. Die Geschäftsanteile der Firma Pfeiffer & Diller wurden in diesem Zusammenhang 1916 von der Heinrich Franck Söhne G. m. b. H. in Ludwigsburg übernommen. Nach dem Krieg wuchs der Absatz bald wieder auf das Vorkriegsniveau. Die Produkte wurden nicht nur in Deutschland, sondern auch ins Ausland und nach Übersee vertrieben. 1930 waren 150 Mitarbeiter im Betrieb beschäftigt. Die Fürsorge für die Belegschaft galt als vorbildlich, es gab sogar eine eigene Betriebs-Krankenkasse. Im Aufschwung der 1930er Jahre wurde auch die Werbung modernisiert: 1937 entstand ein Kino-Werbefilm "Der Kaffeeonkel kommt".
Im Jahre 1943 wurde Pfeiffer & Diller mit der Emil Seelig A. G. (Heilbronn), einer weiteren Franck-Tochtergesellschaft, zur Firma "Seelig und Diller A.-G." (Heilbronn) fusioniert. Bei der Bombardierung von Horchheim am 21. Februar 1945 wurden wichtige Gebäude der Fabrik zerstört. 1947 konnte mit 35 Beschäftigten nur noch 25 % der Vorkriegsproduktion erreicht werden. Die Fabrik schloss 1952 endgültig ihre Tore.

### Öffentliche Einrichtungen

#### Wasserversorgung und Abwasserentsorgung
Für die Versorgung mit Trinkwasser gab es in Horchheim zahlreiche Brunnen. Aus einigen öffentliche Brunnen, z. B. an der Obermühle, in der Angelgasse und in der Hintergasse durfte sich jeder Wasser holen. Viele, aber nicht alle Häuser hatten private Brunnen. Noch 1855 gab es Brunnengemeinschaften von benachbarten Haushalten, die einen Brunnen gemeinsam nutzten. 1929 schlossen sich Horchheim und Weinsheim zu einem Wasserversorgungsverband zusammen und bauten ein eigenes kleines Wasserwerk. Von 1945 bis 1949 trug das Horchheimer Wasserwerk zur Notversorgung der Stadt Worms bei. Seit 1955 erhält Horchheim sein Wasser vom Wasserwerk Bürstadt der Stadtwerke Worms (seit 2002: EWR AG). Die Abwasser-Kanalisation wurde in Horchheim 1976 fertiggestellt.

#### Energieversorgung
Nachdem 1911 in Worms das Elektrizitätswerk Rheinhessen (EWR) gegründet worden war, wurde Horchheim 1912 an das Stromnetz der EWR angeschlossen. Das Niederspannungs-Ortsnetz erhält den Strom über eine 20 kV-Mittelspannungs-Freileitung aus dem Umspannwerk Osthofen der EWR AG. 1950 wurde Horchheim an das Gasnetz der Stadtwerke Worms angebunden. Zunächst wurde noch Stadtgas, später dann Erdgas geliefert.

#### Eisenbahn und Bus
Seit dem Jahr 1886 war Horchheim durch eine eingleisige Bahnstrecke Worms–Grünstadt an den Schienenverkehr angebunden. Bis 1953 wurde die Bahn von der SEG betrieben, danach von der Deutschen Bundesbahn. Die Verwaltung der Nebenbahn befand sich bis 1953 im Bahnhof Horchheim. Seit 1949 verkehren städtische Busse von Horchheim und Weinsheim nach Worms. In der Folge kam es auf der Schiene zu starken Einbußen bei der Personenbeförderung. Der Bahnhof Horchheim wurde 1968 für den Personenverkehr und 1969 für den Güterverkehr stillgelegt. Die Geleise in Horchheim wurden Ende der 1970er Jahre abgebaut.

#### Post
Der älteste Postkurs in Deutschland, der sogenannte Niederländische Postkurs, lief seit dem 16. Jahrhundert direkt an Horchheim vorbei. Der Straßenname „Postweg“, der 1710 erstmals erwähnt wurde, bezeichnet einen Abschnitt des Weges, den der Postreiter zwischen den Poststationen Bobenheim und Hangen-Weisheim genommen hat. Die Poststation Hangen-Weisheim bestand schon 1570 und wurde 1703 nach Alzey verlegt. Die Bobenheimer Poststation existierte bereits 1540, sie wurde 1707 nach Worms verlagert. Am Anfang des 16. Jahrhunderts war die Route durch Rheinhessen noch nicht dauerhaft festgelegt, sondern wurde mehrfach geändert: 1506 wurde Heppenheim an der Wiese und 1522 Pfiffligheim als Poststation angegeben. Es ist demnach zu vermuten, dass die Poststrecke schon seit Anfang des 16. Jahrhunderts in der Nähe von Horchheim verlief. Seit 1703/1707 führte der Postkurs nicht mehr über Horchheim, sondern über Worms.
Horchheim selbst erhielt erst ab etwa 1799 eine Briefbeförderung, als im Département Donnersberg ein Botendienst für den Kanton Pfeddersheim eingerichtet wurde. Die Boten überbrachten zu Fuß die Dienstpost nach und von den Bürgermeistereien des Kantons und beförderten gegen Trinkgeld auch private Post. Das Botensystem für die Dienstpost wurde 1816 von der neuen hessischen Verwaltung weitergeführt und 1825 reorganisiert. Die Boten hießen ab 1825 Bezirksboten und gingen zweimal wöchentlich eine Tour über Horchheim, für private Sendungen wurde das Porto nun genau festgesetzt. 1861 wurde das staatliche Botenwesen von der privaten Thurn-und-Taxis-Post übernommen und verbessert: Horchheim erhielt seinen ersten Briefkasten, der am Gemeindehaus angebracht wurde. 1865 kam der Landpostbote sechsmal pro Woche nach Horchheim. Der Postdienst ging 1867 an die Preußische Post, 1868 an die Norddeutsche Bundespost und 1871 an die Reichspost über. Horchheim erhielt 1886, als der Ort an die Bahnlinie Worms-Offstein angeschlossen wurde, eine eigene Postagentur, die 1888 mit Telegraph ausgestattet war. Die Postagentur befand sich in der Oberen Hauptstraße 24. Seit 1900 hatte Horchheim ein selbständiges Postamt, das für Horchheim, Weinsheim und Wies-Oppenheim zuständig war. Das Postamt befand sich in der Oberen Hauptstr.1. Telefon gab es in Horchheim vermutlich erst nach 1900. Im Jahre 1928 wurde Horchheim dem Postamt Worms als Zweigpostamt angegliedert. Im Jahre 1976 erfolgte der Umzug in die Untere Hauptstraße 63–65. Durch die Postreform 1995 wurde das Postamt zur Postfiliale, die aber schon Anfang 1999 geschlossen wurde. Seit 1999 gibt es in Horchheim nur noch eine Postagentur der Deutschen Post AG.

### Straßen und Wege
Die ältesten Wege in der Gemarkung von Horchheim sind zwei alten Fernwege, zum einen die Eisenberger Straße, die von Worms durch das Eisbachtal nach Kaiserslautern führte, und zum anderen die Hochstraße, auch Bockenheimer Weg genannt, die die Gemarkungsgrenze zwischen Horchheim und Pfiffligheim bildete und von Worms nach Kleinbockenheim ging. Die Eisenberger Straße muss bereits in der späten Bronzezeit als Fernverbindung gedient haben. Vermutlich ist dieser Fernweg aus Fusspfaden entstanden, die vielleicht schon im Neolithikum begangen wurden. Der vorgeschichtliche Fernweg wurde in der Römerzeit befestigt, d. h. zur "Straße" ausgebaut. Heute ist die Linienführung nur noch für Abschnitte des befestigten Wegs bekannt. Die Eisenberger Straße, die in der fränkischen Zeit eine wichtige Verkehrsverbindung war, hatte bis zum Ende des 13. Jahrhunderts ihre Bedeutung eingebüßt und war zwischen Horchheim und Worms auf den Rang einer Ortsverbindung zurückgefallen. Stattdessen lief die Straße nach Kaiserslautern nun über Weinsheim, Wiesoppenheim und Dirmstein. Der zweite alte Fernweg bei Horchheim, die Hochstraße, kam im Mittelalter als Breiter Michelsweg von der Wormser Michaelspforte, bildete als Hochstraße die Grenze zwischen Horchheim und Pfiffligheim, lief als Bockenheimer Straße am südlichen Rand der Pfeddersheimer Gemarkung entlang nach Hohen-Sülzen und von dort als Wormser Straße nach Kleinbockenheim und weiter ins Eisbachtal. Dieser Weg stammt vermutlich mindestens aus der Römerzeit. Die Trasse der alten Hochstraße auf der Grenze Horchheim – Pfiffligheim liegt heute unter der Bundesstraße 47n und der Anschlussstelle Worms der A 61. Die B 47n und die A 61 im Bereich von Horchheim wurden ab 1973 gebaut und 1975 dem Verkehr übergeben.

## Persönlichkeiten

### Söhne und Töchter des Ortes
- Johannetta (Jeannette) Hirsch Meier (1843–1925), Unternehmerin, Ehefrau von Aaron Meier, dem Gründer des ehemaligen Kaufhaus-Konzerns Meier & Frank in Portland (Oregon)[261] und Mutter von Julius Meier, dem 20. Gouverneur von Oregon
- Karl Noll (1883–1963), hessischer Landtagsabgeordneter
- Hermann Schmitt (1888–1974), Gymnasiallehrer, rheinhessischer Kirchenhistoriker und Heimatforscher
- Alois Seiler (1909–1997), Historiker und Pädagoge
- Alois Seiler (1933–1992), Archivar und Historiker
- Harald Braner (1943–2022), Fußballspieler

### Personen, die hier gewirkt haben
- Konrad Schredelseker (1774–1840), Dorfschullehrer und Landvermesser
- Matthias Erz (1851–1899), kath. Geistlicher, Heilpraktiker und Archäologe, Kaplan in Horchheim 1875–1883
- Ernst Kilb (1896–1946), Lehrer, Historiker und Dichter, Oberbürgermeister von Worms 1945–1946
- Ulrich Neymeyr (* 1957), von 2000 bis 2003 kath. Pfarrer von Horchheim, seit 2014 Bischof von Erfurt.